# Constant Peg program

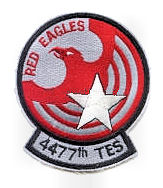
A 4477. század tiszti felvarrója

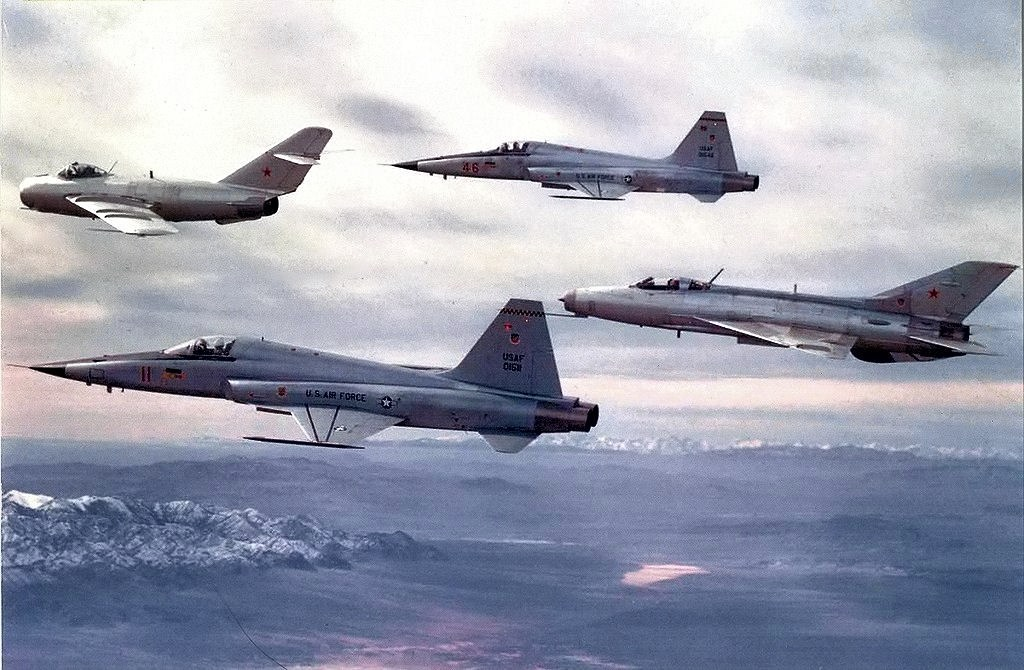
Két F–5 kíséri a 4477. század kötelékébe tartozó MiG–17-est és MiG–21-est (1979)

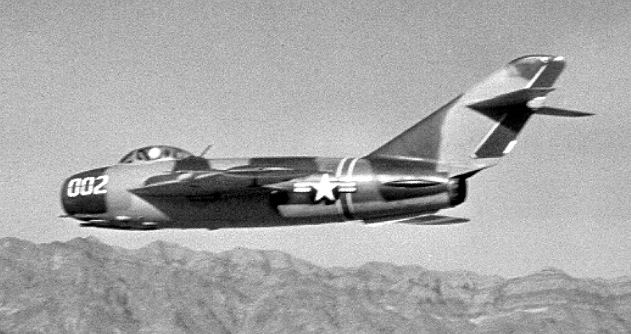
A Have Ferry fedőnevű gép, a második, Izraeltől 1969-ben kölcsönkapott MiG–17

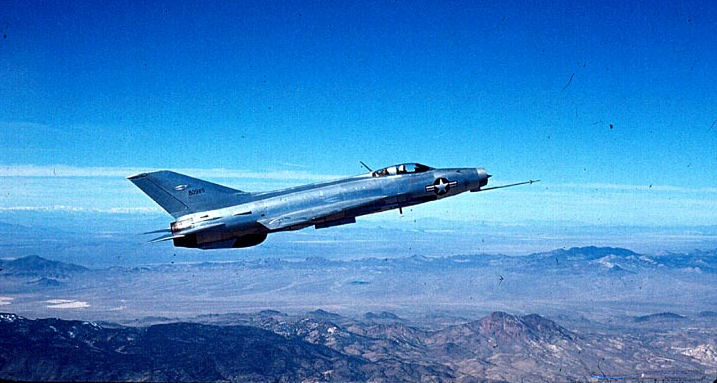
A Have Donut fedőnevű gép, egy MiG–21F 1968-ban

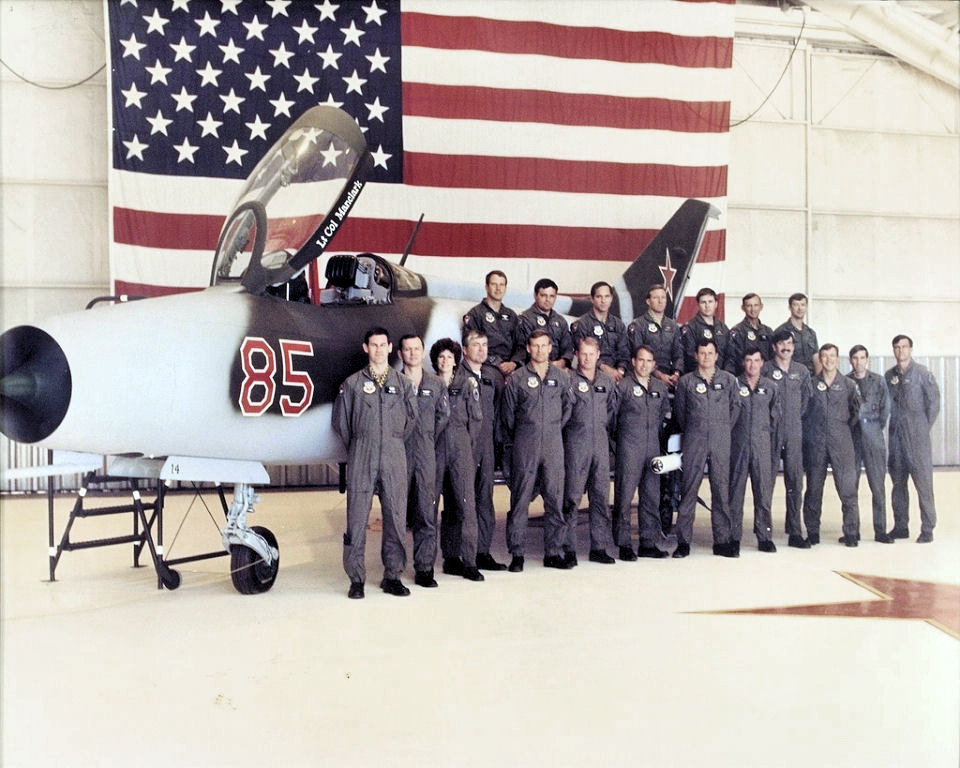
A 4477. század tagjai ezen az 1986-ban készült fényképen az Indonéz Légierő egyik volt MiG–21F–je előtt állnak

A Constant Peg program az Amerikai Légierő 1979 júliusa és 1988 márciusa között szovjet vadászgépekkel végrehajtott légiharc-képzési programja volt. A program keretén belül a 4477. berepülési és értékelési század (Test & Evaluation Squadron, TES, becenevén Red Eagles) a nevadai Tonopah kísérleti repülőtérről üzemeltetett szovjet vadászrepülőgépeket, melyeket légiharc-gyakorlásra alkalmaztak.
A programot Gail Peck ezredes ötlete alapján hozták létre. A Constant Peg programban különböző kerülőutakon Amerikába szállított MiG–17, MiG–21 és MiG–23 gépek vettek részt. A kiképzési program közel tízéves időtartama alatt 5930 pilóta hajtott végre több mint 15 000 bevetést a Red Eagles szovjet gépei ellen. A program célja a szovjet gépek repülési tulajdonságainak elsajátítása és így az ellenük alkalmazandó taktikai lépések felismerése volt.
A program magas üzemeltetési költségei és az 1980-as évek végén már érezhető rendszerváltás szele miatt a Constant Peg program idejétmúlttá vált, ezért a légierő 1988 márciusában bezárta, a 4477. századot feloszlatta.

## Kezdetek
Gail Peck ezredes a vietnámi háborúban repült F–4 Phantom II gépeken, és visszatérte után az egész további pályafutását annak szentelte, hogyan lehetne jobban felkészíteni a pilótákat a légi harcra. Tapasztalatai szerint ugyanis a Vietnám előtti légiharc-kiképzés elavult, nem tartott lépést a sugárhajtású gépek és a rakétákkal megvívott légi harc megjelenésével, és ezzel jelentősen hozzájárult a vietnámi háború elején tapasztalt 9:1 arányú amerikai légiharc-veszteségekhez. A vietnámi háború után, az 1970-es évek közepén a Pentagonba került, ahol szembesült a Have Drill és a Have Donut programok eredményeivel. A Have Drill MiG–17, a Have Donut pedig MiG–21 gépek repülési értékelésével foglalkozott. Ezeket a gépeket Izrael többek között az 1967-es hatnapos háborúban zsákmányolta és adta át az amerikai légierőnek. Peck ezredesben felmerült, hogy mennyivel hasznosabb lenne igazi MiG–ek ellen légi harcot gyakorolni, és nem csak elméleti szinten azok repülési tulajdonságaival foglalkozni.
A Pentagonban ezen a kezdeményezése az ifjabb Hoyt S. Vandenberg tábornok támogatására talált. Vandenberg tábornok pilótakori beceneve Constant volt; Peck ezredes feleségének pedig Peggy, vagy Peg. Így lett a program neve Constant Peg.
A Constant Peg program első feladata egy megfelelő légibázis kialakítása volt. A szovjet vadászgépek szigorúan titkos volta miatt Peck ezredes kapcsolatba került egy másik szigorúan titkos programmal, amelyhez szintén megfelelő légi támaszpontot kerestek: az első lopakodó repülőgépnek, az F–117 Nighthawk-nak. Az eredeti koncepció szerint ugyanazon a támaszponton állomásoznának a MiG–ek és a lopakodók; nappal a MiG–ekkel repülnének, éjszaka az F–117-ekkel.
A légierőnek 10 millió dolláros építési költségvetés állt rendelkezésre, amelyből le lehetett hívni a szükséges keretet. A titoktartás miatt azonban minél kevesebb kongresszusi képviselő bevonását és bizottsági jóváhagyást tartottak kívánatosnak. Végül találtak egy 1932-es törvényt, a New Deal-korabeli Economic Recovery Act-et amely szerint kongresszusi jóváhagyás nélkül lehetett egyik minisztériumból a másikba pénzeket átcsoportosítani. Ennek segítségével a szükséges összegeket át lehetett küldeni a nukleáris programok miatt kongresszusi jóváhagyást nem igénylő építési engedéllyel rendelkező energetikai minisztériumhoz (DoE).
A nevadai sivatagban a DoE számos atomkísérleti helyszínnel rendelkezett, többek között a Tonopah kísérleti repülőtérrel, ahonnan eredetileg atomfegyverek légi kioldási rendszereit tesztelő repülőgépek szálltak fel. A tervezési munkákat a DoE-alvállalkozó Holmes & Narver végezte, a kivitelezést a Reynolds Engineering & Electrical Company (REECo), mely amúgy a DoE atomkísérleti telepein az összes építőmunkát is végezte. Az építkezés a DoE számára is előnnyel járt - végül is más költségén hajtottak végre ingatlanberuházást a területén: a futópályát meghosszabbították és kiszélesítették, végeire fordulóbetont építettek, mivel gurulóútra a gyér forgalom miatt nem is volt szükség. Felépítettek három hangárt, egyet a karbantartásra, egyet a géptárolása, egyet pedig a napi feladatok előkészítéséhez.
1978. január 30-án a légierő jóváhagyta a Constant Peg programot. 1978 májusában Charles Duncan Jr. hadügyminiszter-helyettes jóváhagyta az építkezés első fázisához szükséges 7 millió dolláros költségvetést. 1979. július 17-én hat MiG–21-es és két MiG–17-es települt át Tonopah-ba a szomszédos 51-es körzetből. Az első MiG–21 bevetést maga Gail Peck alezredes repülte, az első MiG–17-et pedig Joe Oberle százados.

## Szovjet vadászgépek
A különböző módon, többek között Izraelből és Egyiptomból beszerzett gépekből 1984. végén 15 darab MiG–21 és 9 darab MiG–23 volt repülőképes, a többi gépet alkatrésznek használták. A MiG–17-eseket 1981-ben vonták ki a szolgálatból, és többek között kínai forrásból Shenyang J–5 variánsként, a Combat Core Certification Professionals Company (rövidítve nem véletlenül CCCP) fedőcégen keresztül szerezték be.
1966. augusztus 16-án Munir Redfa, az Iraki Légierő századosa a Moszad segítségével Izraelbe disszidált MiG–21-esével. A gépet az izraeliek 1968-ban kölcsönadták az Amerikai Légierőnek, amely a haditengerészettel együtt a típus tulajdonságainak kiértékelésére létrehozta a Have Donut programot. A géppel a repüléseket a Groom Lake-i bázison végezték.
1968-ban két további, szintén iraki származású MiG–17-est adott át Izrael az amerikaiaknak. A Have Drill és Have Ferry program keretén belül ezeket a gépeket is részletesen tanulmányozták. 1973 májusában a szovjet gépek repülési tulajdonságait vizsgáló programokat egyesítették és Have Idea fedőnév alatt folytatták.
1975 júliusában a Nellis légitámaszponton megalakult a 4477. berepülési és értékelési század (Test & Evaluation Squadron, TES, becenevén Red Eagles), amelyet 1977. április 1-jén helyeztek át Tonopah-ba.
Az 1970-es években Egyiptom a szovjet haditechnikáról átállt amerikai eszközökre, miután a két ország közötti, az Asszuáni-gát és az Izrael elleni háborúk miatt megromlott viszony helyreállt. Ennek köszönhetően 1978 tavaszán 12 MiG–23MSZ-szel és egy MiG–23BN-nel bővült a későbbi 4477. század flottája, akkor még Have Pad kódnéven.

### A szovjet gépek típusszámai és kódnevei
A pilóták repülési dokumentációiban (Air Force Form 5) a repült óraszám mellett a típust is ki kellett tölteni - márpedig egy szigorúan titkos programnál mégsem lehetett egy adminisztratív formanyomtatványra MiG–et írni.
1962-ben a légierő felhagyott az évtizedeken át használt típusszámozással - a sorozat utolsó tagja az F–111 Aardvark volt, utána az F–4 Phantom II-vel kezdődött az új számozás. A Constant Peg pilótái így a szovjet gépeiknek a vadászgép-prototípusoknak járó YF– előtagú kódneveket adtak (lásd például YF–23 Black Widow II), az első szabadon hagyott típusszámmal, az YF–110-zel kezdve. Az altípusok 1970 előtt egy adott gépet jelentettek. 1970-től a nyomtatványba USAF sorozatszámokat is fel kellett vezetni, ekkor kezdtek el egy adott típus több gépénél fiktív sorozatszámokat használni. A szintén a tonopah-i repülőtérről üzemelő F–117 Nighthawk az amerikai légierő egyetlen olyan 1962 utáni gépe, amely követte a "régi" számozási rendszert.
- F–110A: F–4C Phantom[5]
- YF–110B: MiG–21F–13 (75-001, 75-004 és 75-010 fiktív USAF sorozatszámú gépek)[5]
- YF–110C: Chengdu J-7B (kínai MiG–21F13 variáns)[5]
- YF–110D: MiG–21MF (Egyiptomból)[5]
- YF–112: Ismeretlen, valószínűleg nem használták[5]
- YF–113A: MiG–17F - Have Drill[5]
- YF–113B: MiG–23BN[5]
- YF–113C: J–5 (kínai MiG–17 variáns) - Have Privilege[5]
- YF–113E: MiG–23MSZ[5]
- YF–113G: Egy 1993-96 között kifejlesztett amerikai gép prototípusa, részletesebb adatok ismeretlenek[5]
- YF–114C: MiG–17F - Have Ferry[5]
- YF–114D: MiG–17PF (75-008 sorozatszámú gép)[5]
- YF–117A: F–117A Nighthawk Senior Trend[5]
- YF–117D: Northtrop Tacit Blue lopakodótechnológiai demonstrátor gép[5]

### Karbantartási nehézségek
A program szűk keresztmetszetét az alkatrész-utánpótlás jelentette, gyakorlatilag szinte mindent helyben kellett utángyártani. A szovjet gépek átlagos bevetése 20 percig tartott, és az utánpótlás nehézségei miatt később a „két pilóta egy MiG ellen” képzésre álltak át. A MiG–17-es hajtóművek rövid, alig 500 órás üzemidő-tartaléka a keleti blokk országaiban nem jelentett nehézséget, mivel ott rendelkezésre álltak a cserehajtóművek - Nevadában viszont nem. A gépekhez karbantartási kézikönyvek sem jártak, és az egyéb hírszerzési módon beszerzett adatok sem könnyítették meg a karbantartók munkáját. A MiG–17 megbízhatatlan gépnek bizonyult, továbbá az a tény, hogy ezzel a típussal már csak a fejlődő országok légierői repültek, oda vezetett, hogy 1981-ben a 4477. század leállt a típus üzemeltetésével, hogy inkább a MiG–21 és a felfutóban lévő MiG–23 gépprogramokra koncentráljanak. A kínai forrásoknak köszönhetően pedig pont a MiG–17 alkatrészeit lehetett a legkönnyebben beszerezni, de a Klimov VK–1F hajtómű túlságosan veszélyesnek bizonyult.
A Constant Peg program szigorú titkosítását hivatalosan 2006. november 15-én oldották fel, bár a sajtóban már az 1980-as évek közepe óta jelentek meg cikkek róla. A képzésben részt vevő pilótáknak írásos esküt kellett arról tenniük, hogy az amerikai MiG-ek létezését titokban tartják, különben egy esetleges alaszkai kihelyezéssel véletlenül megszakadt volna az addig szép ívet leíró légierős pályafutásuk. A szovjet vadászgépeket a hangárba tolták vagy bevetésre küldték, amikor a szovjet kémműholdak a vélhetően fényképezési távolságon belülre kerültek. Ez naponta általában egy 22 perces időszakot jelentett. A pilótanaplókban a 4477. századnál repült órákhoz a MiG-ek helyett általában A–7 Corsair II vagy F–5 Tiger II volt géptípusként beírva.
A program költségvetésének nagyjából kétharmadát a légierő, a maradék egyharmadát pedig a haditengerészet és a tengerészgyalogság adta, így a 16 fős „agresszor” pilóta kontingens felépítése is hasonlóan oszlott meg. Mindegyik pilótának olyan géppel kellett repülnie, amelyhez nem járt semmiféle kézikönyv, szinte semmilyen előzetes kiképzés és amelyek repülési tapasztalatairól néhány óránál többet senki más sem tudott.

## Balesetek
A 4477. század baleseti statisztikája 100 incidens volt 100 000 repült óránként - ez lényegesen magasabb, mint a légierős átlag. Ez egyrészt a szovjet gépek eltérő konstrukciójának, a "kéz alatt" Amerikába került cserealkatrészeknek, illetve utángyártott alkatrészeknek, másrészt pedig a bevetések számához képest viszonylagosan rövid repülési óraszámnak tudható be. A légierő a pilóták teljesítményét repült órában méri - a haditengerészet viszont a repülőgép-hordozóra való veszélyes landolás miatt a fel- és leszállások számával. A statisztika így az alacsony számú repült órákat mérve torzító hatású, de kétségtelenül bizonyítja a szovjet gépek üzemeltetésének veszélyét.
A program folyamán két pilóta vesztette életét baleset során, közülük csak Mark „Toast” Postai százados nevét hozták nyilvánosságra. Postai alatt a MiG–23BN hajtóműve 1982. október 21-én az utánégetőt ellátó üzemanyag-vezeték meghibásodása miatt gyulladt ki. A leállított hajtóművű, felbecsülhetetlen értékű géppel a pilóta megpróbált vitorlázórepülésben visszatérni a közeli tonopah-i bázisra, de az erőteljes földetérésnél a gép kettétört és felrobbant, a katapultálás közben Postai a fülketetőnek csapódott és a számos traumatikus sérüléstől a helyszínen életét vesztette.
A 4477. század fennállása során öt darab "A osztályú" balesetet szenvedett. A légierő "A osztályú" balesetnek minősít minden olyan incidenst, amelynél a kár meghaladja az egymillió dollárt; halált vagy maradandó rokkantságot okoz; illetve a légierő tulajdonát képező repülőgép megsemmisüléséhez vezet.
| Dátum               | Géptípus | USAF sorozatszám | Megjegyzések                                                               |
| ------------------- | -------- | ---------------- | -------------------------------------------------------------------------- |
| 1979. augusztus 23. | MiG–17   | 002              | A pilóta elvesztette uralmát a gép felett. Halálos baleset.                |
| 1981. március 11.   | MiG–17   | 008              | Szétrobbant hidraulikus akkumulátor. A tervezési hibát kijavították.       |
| 1982. október 21.   | MiG–23   | 023              | Hajtóműtűz. Halálos baleset (Mark Postai). A tervezési hibát kijavították. |
| 1987. június 25.    | MiG–21   | 045              | Hajtóműhiba. A pilóta katapultált. A tervezési hibát kijavították.         |
| 1987. augusztus 28. | MiG–23   | 022              | A pilóta elvesztette uralmát a gép felett, de sikeresen katapultált.       |

## Ajánlott irodalom
- Steve Davies. Red Eagles: America's Secret MiGs (angol nyelven). Osprey Publishing (2008). ISBN 978-1-84603-378-0